# 优化自由结构
优化自由结构（Optimal Flexible Architecture、OFA）是一套由甲骨文公司制定的標準。OFA standard是一套標準，遵循這套標準可以保證甲骨文公司資料庫的快速與可信度與降低維護成本。

## 主要规则
OFA主要包含下列的规则：
- 建立一个目录结构，在这个目录结构中，任何的数据库文件都可以存储在任意的磁盘资源上。
- 将具有不同行为的对象分别放入不同的表空间。
- 通过将数据库组件分别安装到不同磁盘资源上，使数据库的可靠性和表现都同时最佳化。